# Programa Cóndor
El Programa Cóndor también conocido como Misil Cóndor fue un proyecto tecnológico de la Fuerza Aérea Argentina desarrollado entre fines de los años setenta y la década de 1980.
Originado como un demostrador tecnológico de un lanzador satelital de la Comisión Nacional de Investigaciones Espaciales (CNIE), fue reconvertido en un proyecto de misil balístico tras la guerra de las Malvinas. Su desarrollo fue llevado a cabo por grupos de investigación de la Fuerza Aérea Argentina con apoyo del Instituto de Investigación y Verificación Alemán para la Aviación y los Vuelos Espaciales, proveedores privados como Messerschmitt-Bölkow-Blohm y SNIA S.p.A., y con financiamiento de Egipto, quienes a su vez recibían dinero de Irak.
Su desarrollo fue polémico desde su reconversión a un proyecto militar, tanto por su naturaleza como por presiones internacionales, principalmente de los Estados Unidos y el Reino Unido, quienes temían que un plan de semejante envergadura, con potenciales capacidades nucleares y único en el subcontinente, podía desestabilizar la región e iniciar una carrera armamentista entre los países sudamericanos, los cuales en su mayoría todavía se encontraban bajo dictaduras militares y con litigios territoriales. Las presiones llegaron a su máximo con el fin de la guerra del Golfo, donde al descubrirse el rol iraquí en el proyecto, el presidente Carlos Menem ordenó la cancelación.
La cancelación del Cóndor llevó a la disolución de la CNIE y el traslado de las actividades espaciales del país de manos militares a civiles con la creación de la Comisión Nacional de Actividades Espaciales, y la adhesión de la Argentina al Régimen de Control de Tecnología Misilística.

## Antecedentes

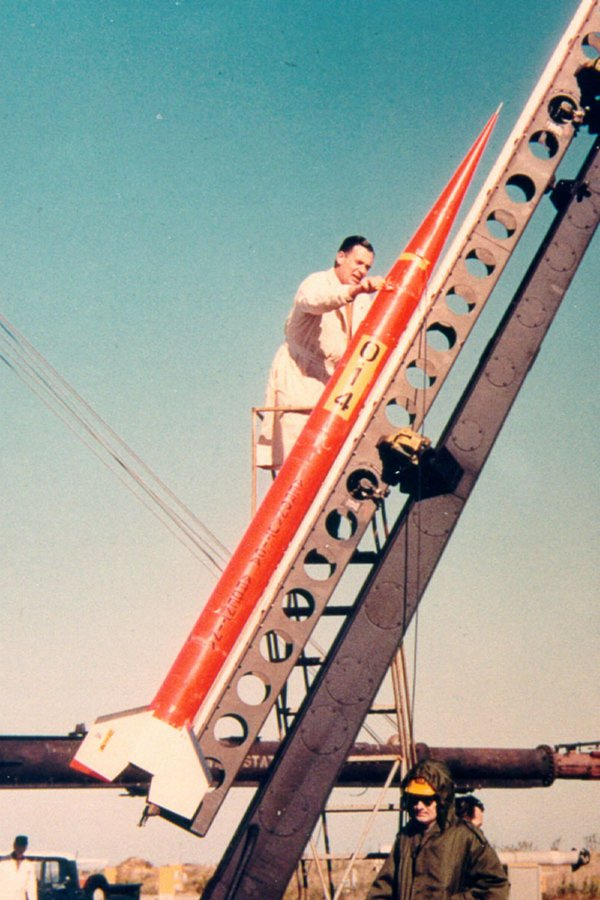
Preparativos para el lanzamiento del cohete sonda Orión II.

El 4 de octubre de 1957 la Unión Soviética, motivada por las capacidades duales de sus misiles balísticos intercontinentales, lanzó el primer satélite artificial de la historia, el Sputnik 1, desencadenando en la carrera espacial. Dicha carrera llevó al avance e institucionalización de la exploración espacial con la creación de distintas agencias espaciales. La Argentina crearía mediante el decreto presidencial n.º 1164 del 28 de enero de 1960 la Comisión Nacional de Investigaciones Espaciales (CNIE), la primera agencia espacial de América Latina y una de las primeras del mundo. A pesar de que la agencia era un organismo de funciones pacíficas y civiles, era administrada por la Secretaría de Aeronáutica y su directorio estaba conformado en su mayoría por miembros de las Fuerzas Armadas. Esto se debía a la compleja relación que tenía el presidente Arturo Frondizi con las instituciones militares, que lo destituirían dos años después. Esta estructura, cuyos miembros participaban de manera ad honorem, resultó ser poco efectiva y complicó distintos proyectos espaciales del país.
A pesar de esto, la CNIE obtuvo numerosos logros en el campo de los cohetes sonda, realizando cooperaciones con las agencias espaciales de Alemania Occidental, Estados Unidos y Francia, posicionando a Argentina como referente de la actividad espacial en Latinoamérica. Inclusive, alcanzó a influir y asesorar en la creación de la agencia espacial peruana: la Conida.
Las capacidades de los cohetes sondas incrementaron en cada proyecto, esto, sumado a los intereses de incursionar en un proyecto satelital, llevaron naturalmente a que la CNIE considere la idea de desarrollar un lanzador orbital propio, como sus pares extranjeros. La primera documentación de la CNIE realizada sobre este tema, es un informe redactado por el entonces vicepresidente de la institución, comodoro Juan José Tasso, fechado el 30 de julio de 1969 y titulado Posibilidades de colocación de satélites en órbitas cercanas, donde se realizó un estudio sobre la posibilidad de desarrollar un proyecto satelital y orbitador a nivel nacional. En dicho reporte, Tasso planteó la posibilidad de realizar un programa incremental con una fuerte base de cooperación internacional, realizando al principio una construcción y diseño del proyecto extranjeros, para marchar paulatinamente reemplazando por componentes nacionales hasta lograr un desarrollo completamente local, y así, poder aumentar la experiencia de los técnicos argentinos mediante transferencia tecnológica, un método que ya había sido aplicado de manera exitosa en el desarrollo de los cohetes sonda argentinos. Tasso recomendó la utilización de combustible sólido ya que era una tecnología dominada por su extenso uso en los cohetes sonda, y planteó la posibilidad de realizar una familia de cohetes gracias a la flexibilidad de los motores cohete argentinos. A su vez, realizó una crítica sobre la estructura orgánica de la CNIE, particularmente sobre el sistema de trabajo ad honorem y la falta de un presupuesto adecuado. De todas maneras, Tasso concluyó que de iniciarse los trabajos de inmediato, se habría podido tener un lanzador y satélite nacional para el año 1977.
Si bien el informe de Tasso no logró influir en lo inmediato hacia el avance del desarrollo de un lanzador orbital, en el desarrollo del Programa Cóndor se tomaron indirectamente en cuenta sus recomendaciones.

## Inicios
Tras el reporte de Tasso, la CNIE no realizaría mayores estudios sobre un lanzador orbital por varios años, pero la Fuerza Aérea mantenía en secreto un proyecto de un cohete militar de grandes dimensiones. Los trabajos iniciaron en 1971, y el 10 de octubre de ese año, se inauguraría la Planta Piloto de Propulsantes, lo que permitió el desarrollo de combustible sólidos en el país, ya que hasta entonces el combustible compuesto que utilizaban los cohetes argentinos provenía de Francia. Se construyó un demostrador tecnológico llamado SS-40, cuyo primer lanzamiento se realizó en junio de 1974. Este lanzamiento fue exitoso y demostró que la Argentina podía producir su propio combustible compuesto para cohetes. Los sucesivos lanzamientos realizados hasta 1975 llevaron a proyectar el desarrollo de un nuevo vehículo, cuyo rango aumentaría de los originales 40 km a 2000.
Tras una disminución del ritmo de trabajo hacia 1975, el comodoro Andrés Francisco Alvarisqueta entregó un reporte sobre el proyecto el 30 de abril de 1979. En él, el militar manifestó la falta de una ejecución total del presupuesto asignado al proyecto y la falta de personal capacitado para resolver problemas de diseño. A su vez, propuso que se completara la Planta de Propulsantes Compuestos y valerse de los conocimientos que la CNIE tenía de guiado y control y sus contactos internacionales. Esta sería la primera vez que se menciona un proyecto con capacidades duales, tanto un proyecto de lanzador satelital como misil balístico. El 10 de agosto de 1979, el comandante en jefe de la Fuerza Aérea Omar Graffigna aprobó de manera secreta el llamado Plan de Satelización, cuyo encargado sería el brigadier Edgardo Carlos Augusto Stahl.

### Personal e instalaciones
En 1979 el Comando en Jefe de la Fuerza Aérea inició la construcción de la planta de en Falda del Cañete, provincia de Córdoba, a vera de la Ruta Provincial C 45. Para despistar a la inteligencia extranjera, la instalación se llamó «Falda del Carmen», otra localidad cordobesa. La nueva planta se construyó para satisfacer las ambiciosas necesidades del Cóndor y mantener secreto el desarrollo del programa. Las empresas Techint y Delta realizaron las obras en el predio, que medía 474 hectáreas. La construcción cubrió un total de 12 000 m² distribuidos en 50 edificios, la mayoría construidos bajo especificaciones militares. Complementaban 9 km de caminos que interconectaban los tres lugares principales de la base. Los trabajos finalizaron en 1983.
Ingenieros de procedencia civil y militar recibieron capacitación por parte de las empresas en MBB y SNIA.

### Selección de los proveedores
Stahl decidió llevar a cabo el proyecto bajo la modalidad llave en mano, para así poder garantizarse en el corto plazo el apoyo del jefe de la Fuerza Aérea. A partir de allí, el brigadier conformó una comisión para viajar a Alemania Federal, Francia, Israel e Italia. Los ofertantes israelíes aseguraban a los miembros de la comisión argentina que podían cumplir con todos sus requerimientos, pero no podían mostrar sus instalaciones ni avances debido a cláusulas de confidencialidad, algo que no generó una buena impresión en los argentinos, sumado a la falta de un precio fijo. Por ese entonces, Israel se encontraba desarrollando un programa similar de misiles balísticos llamados Jericho, que eventualmente llevaría al lanzador Shavit. Israel terminaría trabajando con Sudáfrica, país que desarrollaría el lanzador RSA-3.
En Alemania, la comisión inició conversaciones con las empresas Messerschmitt-Bölkow-Blohm (MBB) y Dornier Flugzeugwerke. MBB ofreció sus servicios para el desarrollo de motores, toberas, aerodinámica, electrónica y control térmico. En Italia, se iniciaron conversaciones con la empresa SNIA S.p.A., que se especializaba en la fabricación de propulsante sólido.
La comisión finalmente decidió elegir como contratista principal a MBB con la condición que esta subcontratara a SNIA para llevar a cabo el desarrollo del propulsante sólido. En 1980, la FAA contrató a Consen (Consulting Engineers), una empresa subsidiaria de la MBB creada para proveer la asesoría técnica. Otra empresa auxiliar era Transtechnica, que proporcionó la transferencia tecnológica requerida.
Por ese entonces, la CNIE era la responsable de los convenios de cooperación internacional, el presidente de dicha entidad, Miguel Sánchez Peña, había sido el encargado de la dirección de los proyectos de colaboración con el Instituto de Investigación y Verificación Alemán para la Aviación y los Vuelos Espaciales (DFVLR), una relación de particular interés teniendo en cuenta la relación del contratista principal con el centro. El 31 de agosto de 1980, con la consolidación del programa, el brigadier general Graffigna convirtió a la Fuerza Aérea en el único responsable del programa. La CNIE vio limitada su relación con la DFVLR a sensores remotos, energías alternativas y otros proyectos de menor prioridad.

## Transformación en proyecto militar

### Punto de inflexión: la guerra de las Malvinas

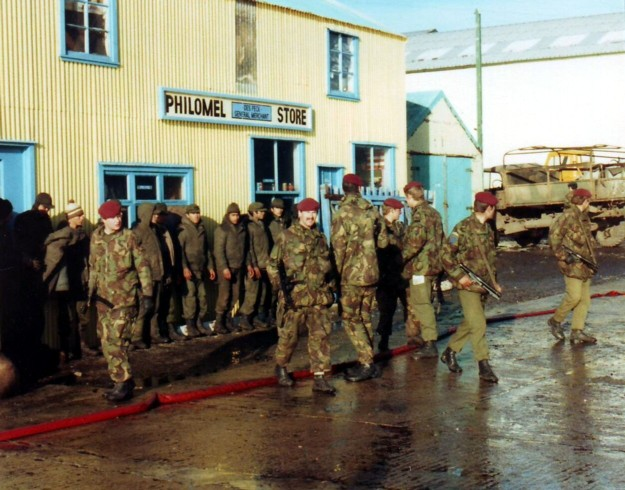
La derrota en la guerra de las Malvinas llevó a la imposición de un embargo de armas en la Argentina, y motivó a la Fuerza Aérea Argentina a continuar el desarrollo del Cóndor como un programa militar.

En abril de 1982, la Junta Militar integrada por Leopoldo Galtieri, Jorge Anaya y Basilio Lami Dozo, ordenó la recuperación de las islas Malvinas y Georgias del Sur, que estaban en poder del Reino Unido. El conflicto armado se volvió inevitable.
La Argentina se vio una situación difícil ante las restricciones de armas impuestas por los países de la OTAN. Las naciones del bloque occidental apoyaron a Margaret Thatcher desde el primer día. Por ejemplo, inmediatamente iniciado el conflicto, los técnicos franceses de la Aérospatiale que estaban calibrando al misil Exocet AM 39 de la Armada abandonaron el país bajo presión del Gobierno británico. La Fuerza Aérea comenzó a carecer de repuestos promediando la guerra.
La dependencia tecnológica de los países europeos motivó a los oficiales de la FAA a continuar el desarrollo del Cóndor II para prevenir una situación similar en el siguiente conflicto. Terminado el conflicto el 14 de junio de 1982 con la rendición argentina, unos 50 oficiales aeronáuticos comenzaron a concertar reuniones en la Escuela Superior de Guerra Aérea. La institución castrense planteó el desarrollo de 36 proyectos distintos. Entre ellos estuvo un misil balístico de alcance medio que permitiera alcanzar las Malvinas.
En abril de 1983, CONSEN confeccionó un informe de estudio sobre la factibilidad de transformar al cohete Cóndor en un misil balístico. El documento propuso la instalación de un dispositivo de control de empuje vectorial (en inglés: thrust vector control, TVC), un sistema de navegación inercial y una segunda etapa de reentrada con una carga de explosivos de 300 kg. El alcance estimado superaba los 500 km. CONSEN nombró al nuevo proyecto Cóndor BM (siglas en inglés: Ballistic Missile). Posteriormente la FAA lo denominó Cóndor II.
A través de CONSEN, la Fuerza Aérea contrató a la empresa italiana SNIA S.p.A. 
para el desarrollo del sistema TVC y comprar una planta completa de fabricación de está tecnología.

### Gobierno de Raúl Alfonsín
El 10 de diciembre de 1983, Raúl Alfonsín asumió como presidente (democráticamente electo). A pocos días después, lo hizo el nuevo jefe de la Fuerza Aérea, brigadier general Teodoro Waldner. A principios de 1984, este militar informó al presidente y un reducido grupo de funcionarios del Ministerio de Defensa del desarrollo del misil. El nuevo Gobierno aprobó la continuación del proyecto a pesar de la grave crisis económica que aquejaba a la Argentina, que obligó a reducir el presupuesto de defensa y cancelar un gran número de proyectos militares, con excepción del Cóndor II y del avión FMA IA-63 Pampa. Para afianzar la seguridad de la continuación del proyecto, el Gobierno se planteó la exportación del producto a fin de generar fondos para satisfacer las demandas del programa. Para ello, el brigadier Enrique Sthal realizó una gira en Oriente Medio, que obtuvo resultados satisfactorios.
La Fuerza Aérea intentó desorientar a las agencias de inteligencia extranjeras presentando al cohete Alacrán como el Cóndor. Para ello promocionó su venta en la 36.ª Feria Internacional de la Aviación en Le Bourget, Francia. El Alacrán era un cohete sin guiado de 100 km de alcance y 400 kg de carga útil.
A mediados de 1985, el Gobierno de Alemania Occidental, por pedido de los Estados Unidos, comenzó a presionar a la MBB para discontinuar el proyecto. Los alemanes pidieron al comandante Sthal comparecer al Departamento de Estado de los EE. UU. para aclarar la situación. El oficial argentino accedió y se presentó a un coronel de la USAF, quien lo interrogó con preguntas que Sthal respondió con evasivas. El militar estadounidense le aseguró que su Gobierno sabía lo que la Argentina estaba haciendo, y que estaba dispuesto a permitirlo bajo ciertas condiciones. A principios de los años ochenta, los EE. UU. habían iniciado una política de no proliferación de tecnología de misiles. La superpotencia preveía que la decadente Unión Soviética ofreciera este tipo de conocimientos a cualquier país que tan solo pudieran pagarlo, lo cual representaba un alto riesgo para los países miembros de la OTAN. Como una contradicción, en 1984 y 1985, el Instituto Alemán de Investigación y Pruebas Aeronáutico y Espacial (DFVLR por sus siglas en alemán) proveyó también asistencia técnica. Es decir, una agencia del Gobierno de Alemania Occidental conocía y participaba del programa militar argentino.
El 5 de marzo de 1985, asumió el mando de la Fuerza Aérea el brigadier Ernesto Crespo, uno de los mayores defensores de la continuidad del proyecto. El 9 de abril siguiente, el presidente Alfonsín emitió el Decreto «S» N.º 604 que facultó al Estado Mayor General de la Fuerza Aérea —a través del Área Material Córdoba— para ejecutar los contratos con las empresas, aprobar nuevos y gestionar los pagos. Se contrataba a las empresas IFAT Corp. Ltd., DESINTEC AG y CONSEN S. A. para proveer la asistencia técnica, material y equipos requeridos. Para la ejecución de los contratos, la Fuerza Aérea Argentina creó la empresa Tecnología Aeroespacial S. A..
A mediados de 1985 y buscando inversiones en el programa, el Gobierno argentino aprobó la venta de motores del Cóndor a Egipto. A partir de este momento, ambos países trabajaron en conjunto. Egipto buscaba incrementar el poder militar del Cóndor con la implementación de una bomba termobárica en la ojiva. Irak, que estaba en guerra con Irán, se sumó al proyecto. El país gobernado por Sadam Huseín condicionó su apoyo al incremento del alcance del misil a los 1000 km (para alcanzar Teherán o Tel Aviv). Para mantener secreto el contrato, Irak abonaba el dinero, Egipto figuraba en los contratos y ambos recibían tecnología de misiles además de proyectiles completados. Arabia Saudita por su parte puso 1000 millones de dólares como apoyo. Estos tres países árabes apoyaban la construcción del arma siempre y cuando sirviera para amenazar a Israel e Irán. En 1985, una delegación egipcia en Buenos Aires firmó un contrato con los argentinos para el desarrollo del Cóndor II por un valor de 3200 millones de dólares.
En ese tiempo el brigadier Sthal cesó en sus funciones y se lo reemplazó con el comodoro Carlos Gross, un egresado del Instituto Balseiro.

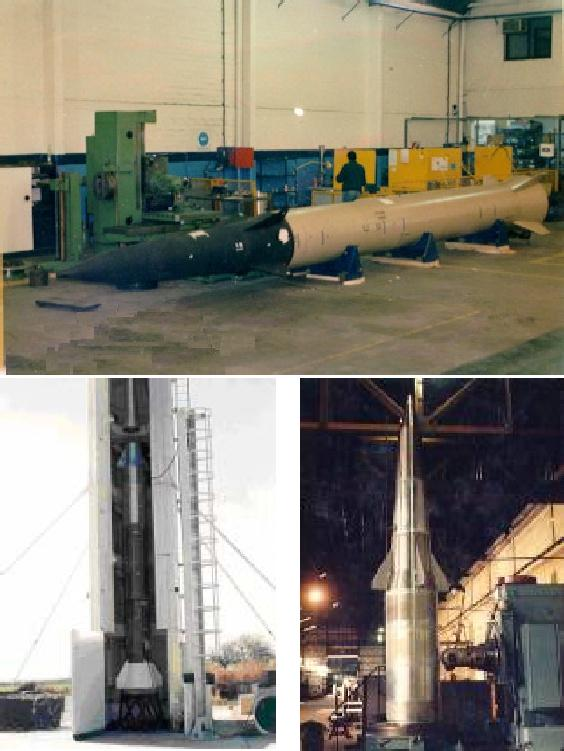
Mock-up del Cóndor II.

A finales de los años ochenta, el proyecto progresó paulatinamente. Entre 1985 y 1988, la Argentina exportó doce motores de combustible sólido del Cóndor a Egipto en seis vuelos de la Fuerza Aérea. En 1986, el Ministerio de Defensa creó la empresa Integradora Aeroespacial S. A. (INTENSA) para el desarrollo, construcción y comercialización del misil. Se hizo cargo de la empresa el brigadier Iribarren, quien tenía una cuenta bancaria mancomunada con el gerente de CONSEN, Ekkehard Schrotz, y el gerente de Falda del Carmen, Norbert Gueckelhorn. Aunque la Fuerza Aérea había iniciado los trabajos de inmediato en 1986, en el año siguiente Alfonsín aprobó la creación de INTENSA y la continuación del programa. La FAA se desligaba de las erogaciones e INTENSA y sus socios se hicieron del control total de Falda del Carmen. Solo quedó personal militar para la seguridad del complejo. Un grupo de científicos alemanes, franceses e italianos comenzaron la producción e iniciaron el entrenamiento de los argentinos. La intensificación del desarrollo requirió importar los insumos y tecnologías de manufactura de motores cohete. Una de ellas era la técnica metalúrgica necesaria para la construcción del tubo del misil. Se utilizó el acero maraging. Al principio la empresa mendocina IMPSA realizó la soldadura de los tubos al principio. Después la cordobesa Bertolina Hermanos continuó el trabajo produciendo 23 tubos y conjuntos de colas. La Aerotec S. A. manufacturó contenedores especiales para el transporte en avión de los tubos motores.
A partir del año 1985, el Programa Cóndor II había comenzado a adquirir la atención de los medios de comunicación de los Estados Unidos y Reino Unido que advertían y magnificaban de la peligrosidad del misil argentino. Este interés se incrementó en abril de 1987, cuando se creaba el Régimen de Control de Tecnología de Misiles (sigla en inglés MTCR). Los agentes de inteligencia estadounidenses infirieron que el Cóndor II era una copia del estadounidense Pershing II ya que en ambos participaba la MBB. En junio de 1987, un periodista británico publicó un informe sobre las empresas contratadas para el misil argentino. La noticia recalcaba que varias de estas empresas eran las mismas que estaban contratadas por los EE. UU. para el desarrollo del Pershing II.
A instancias de los ingenieros argentinos, se sustituyó el tipo de motor de la segunda etapa, un sistema de combustible líquido por otro de combustible sólido con TVC. De esta manera Argentina se deshizo de una dependencia tecnológica adoptando totalmente el sistema de combustible sólido del que ya disponía.

## Decadencia y cancelación
A principios de 1988 el brigadier general Crespo dispuso el lanzamiento del prototipo del misil en un desesperado intento de lograr un lanzamiento antes de ceder a las presiones internacionales. En 1986 la FAA había seleccionado el cabo Raso, Chubut, para el sitio de lanzamiento; y para 1988 las instalaciones estaban listas. Los argentinos planeaban disparar el Cóndor con una cabeza inerte en dirección al océano Atlántico, y también disparar un Alacrán, con ojiva militar convencional, hacia una zona deshabitada de la Patagonia. Alfonsín canceló los lanzamientos a instancias de Dante Caputo, que a su vez respondía al Departamento de Estado; el Gobierno argentino desistió a fin de evitar problemas con el Reino Unido.
En 1987 Gran Bretaña inició una campaña de hostigamiento contra la Argentina advirtiendo de negocios malignos de esta con Estados terroristas. En la primera reunión del MTCR realizada en Roma, el 8 y 9 de septiembre de 1988, los representantes de los siete países miembros resolvieron bloquear el desarrollo del Cóndor II mediante control de exportaciones e iniciativas diplomáticas. Ante estas acciones, la Fuerza Aérea Argentina intentó desmentir las capacidades militares atribuidas al proyectil.

### Paralización del proyecto
En forma paralela a las arreciantes presiones contra el Cóndor, en 1988 se suscitaron graves atentados contra los dirigentes y trabajadores de las empresas involucradas. El primer ataque ocurrió el 27 de mayo de 1988 cuando un bombazo destruyó el automóvil del gerente de Consen Ekkehard Schrotz en Mónaco. El atentado llamaba a interrumpir el desarrollo del misil inmediatamente. No quedó claro quién había perpetrado esta agresión. Schrotz renunció a la gerencia de IFAT Corp. Ltd. y continuó trabajando en la Consen hasta enero de 1989. En junio de 1988, una persona entró clandestinamente a las oficinas de la Consen en Zug en procura de información de los proveedores del programa; nunca se halló al responsable. Al poco tiempo, distintos periódicos europeos recibieron copias de listas de los proveedores. Su sucesor solo se encargó de la liquidación final de la empresa, que completó en junio de ese año.
En junio de 1988 dos militares egipcios cayeron detenidos en el aeropuerto de Baltimore mientras subían en un avión de la Fuerza Aérea Egipcia un cargamento de 200 kg de MX-4926, un material especial producido para fabricar toberas de motores de cohetes. Sin licencia, este producto estratégico no podía exportarse. A continuación se arrestaron a un doctor en química egipcio —quién era objeto de investigación desde meses atrás— que trabaja en Aerojet y a un empleado de Teledyne. Ambos se declararon culpables y entregaron información que conectó el MX-4926 con el Cóndor II. De inmediato, el Departamento de Estado forzó a Egipto a abandonar el proyecto, y este cesó en la erogación de dinero. Para empeorar la situación, una bomba estalló delante de una camioneta que transportaba ingenieros alemanes e italianos camino a la fábrica de misiles Factoría 17 en El Cairo. El presidente egipcio Hosni Mubarak despidió a su ministro de Defensa, general Abel-Halim Abu Ghazala, máximo defensor del proyecto en el país. (Se estima casi como una obviedad, que los atentados explosivos perpetrados enunciados anteriormente, fueron ejecutados de manera encubierta por agentes del CI6 de la inteligencia británica,
para asestar un golpe final y definitivo al temido proyecto).
Como corolario, la Argentina perdió el capital progresivamente. Además, la presión del MTCR y la dependencia de insumos formada desde el inicio del Cóndor II impedían a la FAA obtener más insumos para continuar. En suma, el Programa Cóndor II había quedado paralizado a fines de 1988.

### Cancelación
En el seno del Gobierno de Alfonsín existían dos tendencias: una defensora de la continuación, representada por el ministro de Defensa Horacio Jaunarena; en el extremo opuesto se encontraba el ministro de Relaciones Exteriores y Culto Dante Caputo.
Clarín fue el primer periódico argentino que produjo un artículo sobre el Cóndor II. Siguieron La Nación y otros diarios. El Gobierno argentino se vio obligado a enfrentar numerosas interrogaciones desconcertadas por el contexto político y económico vigente. La participación de Irak suscitó una polémica que perjudicó a la Unión Cívica Radical. El 10 de abril de 1989 el programa de televisión británico Panorama de BBC emitió un especial denominado The Condor Conspiracy («La conspiración del Cóndor»). El documental relevó las conexiones internacionales creadas para el desarrollo. La emisión obtuvo sus frutos inmediatamente pues se intensificaron las presiones internacionales sobre Argentina.
El 13 de junio de 1989, Terence Todman asumió como embajador de Estados Unidos en Argentina con la clara misión de eliminar al Cóndor II. El 9 de julio de ese mismo año, Raúl Alfonsín entregó la Presidencia del país al peronista Carlos Saúl Menem. El nuevo gobernante suscribió al «Consenso de Washington» acatando las directivas de la superpotencia norteamericana, el Fondo Monetario Internacional y el Banco Mundial. El Gobierno federal de los Estados Unidos condicionó la ayuda financiera a Argentina a la cancelación del proyecto. En esta situación y condiciones, Menem decidió descontinuar el Programa Cóndor II, entregando los estudios, planos, futuros proyectos del aparato, y análisis logrados durante décadas. E incluso permitiendo que fueran "saqueados" los materiales experimentales ubicados en la fábrica nacional FADEA, cuerpos de cohetes, motores de 1.as y 2.as etapas, más sus herramientas especiales y demás, por parte de una -delegación expresamente enviada por el gobierno de EEUU, en concordancia encubierta con el gobierno del Reino Unido-. Quienes poco tiempo más tarde, modificaran las cabezas misilísticas y la electrónica de los mismos, adaptándolos a su modalidad, e irónicamente "rebautizándolo como Misil PATRIOT" 
(a tono de burla por su presidente entregador), y presentándolo internacionalmente como nuevo desarrollo armamentístico, haciendo alarde en numerosos documentales, -como un famoso logro propio estadounidense- que en realidad "nunca lo fue." 
 Para colmo de males, el presidente, relevó al brigadier general Ernesto Crespo designando en su lugar al brigadier mayor José Antonio Juliá.
En enero de 1990 un agrupamiento de funcionarios estadounidenses realizó una gira por las bases, instalaciones y organismos relacionados con el programa. Los EE. UU. continuaban desconfiando de la FAA. En realidad, los ingenieros, técnicos y oficiales argentinos ocultaron partes con el fin de continuar el proyecto en un procedimiento de resistencia. El gobierno estadounidense redobló la presión para obtener la totalidad de los elementos faltantes necesarios para poder desarrollarlos, que sabían los argentinos ocultaban por confesión de las empresas europeas y el Gobierno egipcio.
En abril de 1990 el ministro de Defensa Humberto Romero dio el primer anuncio oficial del Gobierno de Argentina de la cancelación. Sin embargo, Estados Unidos continuó presionando pues quería la destrucción de todo elemento e instalación del proyecto, para poder luego, además, atribuírselo como mérito propio. La Fuerza Aérea Argentina defendió férreamente al cohete argumentando con toda razón que su destrucción constituía el delito de traición a la patria según el Código de Justicia Militar. El ministro de Justicia León Arslanian refutó ese punto especificando que la orden provenía del comandante en jefe de las Fuerzas Armadas, o sea el presidente. En un gesto de aprobación, el Congreso de los Estados Unidos dejó sin efecto la enmienda Humphrey-Kennedy que prohibía la venta de armas a la Argentina desde 1977.
El 20 de julio de 1990 el presidente argentino, nuevamente con poco patriotismo, emitió el "decreto secreto n.º 1373" que disolvió a Integradora Aeroespacial S. A. y rescindió los contratos para comerciar tecnología de misiles. Falda del Carmen pasó a depender del Estado Mayor General de la Fuerza Aérea. La norma también ordenó a la planta cordobesa transferir la totalidad del material a la Comisión Nacional de Investigaciones Espaciales.
En noviembre de 1990 los alemanes completaron la liquidación del conglomerado Consen, incluyendo la IFAT Corp. Ltd., Delta Consult, Delta System, TEMA y la propia Consen S. A..

### Escándalo político

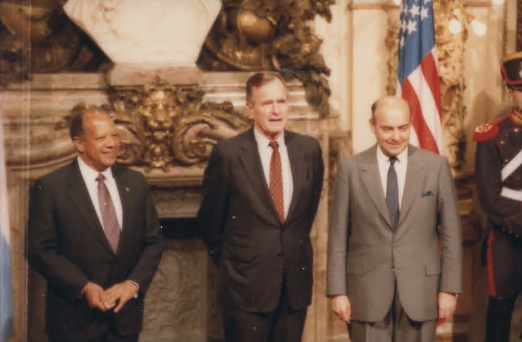
De izquierda a derecha: Terence Todman, George H. W. Bush y Domingo Cavallo.

El ministro de Relaciones Exteriores Domingo Cavallo buscaba terminar con el proyecto lo antes posible. El 18 de septiembre de 1990, anunció el envío de fuerzas al golfo Pérsico, en apoyo a los EE. UU. en el conflicto armado contra Irak. Ante un requerimiento del diputado Conrado Storani, el ministro afirmó que durante el Gobierno de Alfonsín este país había participado del proyecto exponiendo los decretos secretos. La aseveración produjo un escándalo en el parlamento. Los radicales replicaron que Cavallo intentaba distraer la atención de la intervención en el golfo Pérsico.
En enero de 1991, Cavallo acusó públicamente al expresidente Raúl Alfonsín y al exministro de Defensa Horacio Jaunarena de vender tecnología de misiles a Irak con cohecho. La denuncia que procuraba perjudicar a la Unión Cívica Radical obtuvo la réplica de Jaunarena que señaló que el ministro de Economía intentaba distraer la atención pública del envío de tropas nacionales al extranjero.

### Desmantelamiento
A principios de 1991, el ministro de Economía Antonio Erman González dejó su cargo y fue reemplazado por Cavallo asumiendo Guido Di Tella el Ministerio de Relaciones Exteriores. Ambos condujeron un plan de eliminación total y completa del Programa Cóndor II y sus elementos. Di Tella inició de inmediato las gestiones en los EE. UU. Erman González por su parte, que asumió como ministro de Defensa, adoptó una posición más cercana a la Fuerza Aérea, oponiéndose a este movimiento.
El 28 de mayo de 1991 Menem eliminó la Comisión Nacional de Investigaciones Espaciales creando la Comisión Nacional de Actividades Espaciales mediante decreto secreto n.º 995. La norma puso a las actividades espaciales bajo supervisión de la Presidencia y del Congreso quitándolas del poder la Fuerza Aérea. Se transfirieron todos los bienes de la CNIE a la CONAE incluyendo Falda del Carmen. Respecto al cohete, se ordenaba la desactivación, desmantelación, reconversión y/o inutilización de los elementos según sus posibilidades de uso en aplicaciones pacíficas. «De manera de efectivizar en forma fehaciente y definitiva la cancelación completa e irreversible del proyecto». Esto se transmitió a la población por cadena nacional, además de la adherencia al Régimen de Control de Tecnología de Misiles.
El 7 de julio de 1991 la FAA removió a sus efectivos de Falda del Carmen; la Gendarmería Nacional se encargó de la seguridad. Los científicos, ingenieros y técnicos se vieron obligados a abandonar el proyecto. Indicaron el maltrato recibido por parte del Gobierno de Menem. Algunos se jubilaron, otros intentaron infructuosamente obtener trabajo en la Fábrica Militar de Aviones y todos quedaron diseminados. El personal intentó también una resistencia gremial a través de la Asociación Trabajadores del Estado, sin obtener resultados satisfactorios.
La cancelación del Cóndor II era un hecho. A continuación, las partes discutieron la eliminación de los elementos e instalaciones —interés estadounidense— o su reconversión para un proyecto pacífico. La Fuerza Aérea Argentina manifestó que no sería haría responsable de la destrucción del patrimonio nacional. Exigía una orden por escrito para efectuar tal acción. El Ministerio de Defensa bogaba por la preservación de la utilización civil de los elementos e instalaciones. Previo a la transferencia de Falda del Carmen a la CONAE, oficiales de la FAA ocultaron numerosas partes del Cóndor II, incluyendo dos motores cohete terminados. Los oficiales depositaron estos componentes en una estancia cercana a la planta.

#### Entrega de los elementos
El 11 de febrero de 1992 el ministro de Defensa Erman González entregó la planta a la CONAE. Entre 1992 y 1993 el Ministerio de Relaciones Exteriores y Culto del Gobierno de Argentina y el Ministerio de Defensa del Gobierno de España acordaron la entrega de los elementos a los Estados Unidos vía España. La primera entrega fue realizada el 10 de enero de 1993 con el transporte ARA Bahía San Blas (B-4), que viajó desde Puerto Belgrano con el primer envío: 14 motores completos, 17 tubos motores y dos modelos de escala completa, además de otros elementos. El cargamento arribó a un puerto no especificado de la costa este de EE. UU., para ser objeto de estudio previo a su destrucción. El segundo flete se realizó en septiembre de 1993. En este segundo embarque el país norteamericano se dispuso de una rampa móvil de lanzamiento, sistemas de lanzamiento, computadoras de guiado y vuelo, etcétera. Algunos de estos equipos estaban ocultos en el Área Material Quilmes.
Diputados radicales solicitaron al presidente Menem la no destrucción de Falda del Carmen. El nuevo ministro de Defensa Oscar Camilión aseguró a los legisladores la conservación de la planta. Argentina no destruyó su planta como deseaba el Gobierno estadounidense. De todas formas, ya no era posible su utilización para sus propósitos originales pues los equipos y máquinas vitales estaban inutilizados. Además, el Gobierno despidió a los ingenieros y técnicos, quienes nunca pudieron reincorporarse. Entre 1990 y 2004, el Ministerio de Relaciones Exteriores utilizó Falda del Carmen para el entrenamiento de inspectores del Régimen de Control de Tecnología de Misiles. Un promedio de 15 cursantes por año visitaron el predio.

## Legado

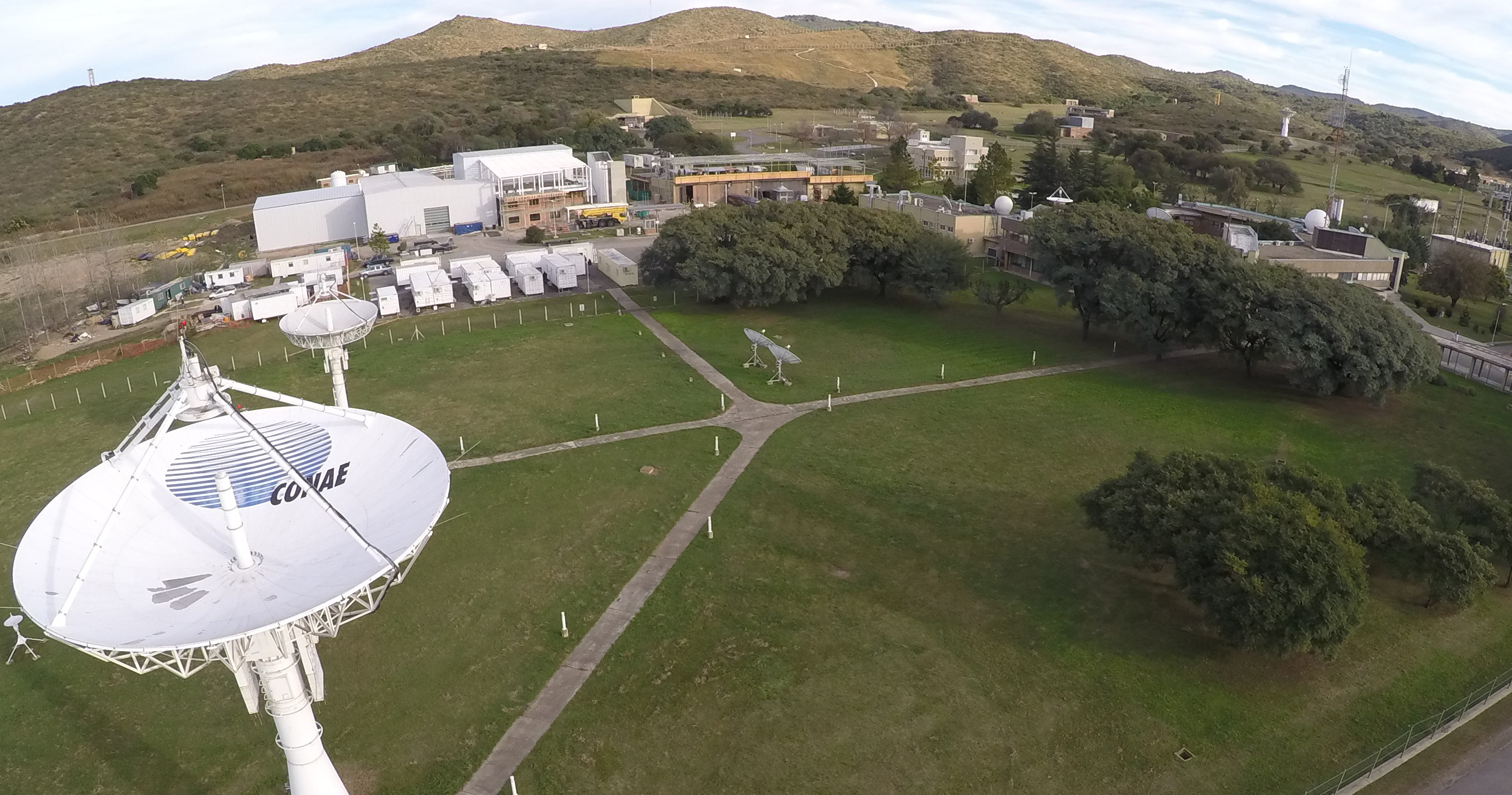
El Centro Espacial Teófilo Tabanera fue construido reutilizando las instalaciones de la planta de Falda del Cañete.

Con la creación de la CONAE, la planta de Falda del Carmen fue reconvertida en el Centro Espacial Teófilo Tabanera, donde es utilizada como centro de control de misión y estación terrena, junto a una serie de laboratorios de integración satelital y un banco de pruebas para los motores del proyecto Tronador.
En 1996, varios científicos del programa llevaron a cabo el diseño, construcción y lanzamiento del satélite Víctor-1. En el mismo año, la CONAE logró lanzar el SAC-B, que originalmente fue el SAC-1, planeado como una de las cargas originales del Programa Cóndor.

#### Principal
- Barcelona, Eduardo; Villalonga, Julio (1992). Relaciones carnales: la verdadera historia de la construcción y destrucción del misil Cóndor II. Planeta. ISBN 950-742-196-3.
- De León, Pablo Gabriel (2017). El proyecto misilístico Cóndor. Su origen, desarrollo y cancelación. Lenguaje Claro. ISBN 978-987-3764-24-0.
- De León, Pablo Gabriel (2018). Historia de la Actividad Espacial en la Argentina. Lenguaje Claro. ISBN 978-987-3764-30-1.
- Santoro, Daniel (1992). Operación Cóndor II. Ediciones Letra Buena. ISBN 950-777-024-0.

#### Secundaria
- Martini, Héctor (1992). Historia de la Aviación Naval Argentina Tomo III. Buenos Aires: Departamento de Estudios Históricos Navales. ISBN 978-987-99459-0-2.
- Yofre, Juan Bautista (2011). 1982: los documentos secretos de la guerra de Malvinas/Falklands y el derrumbe del Proceso (2.ª edición). Buenos Aires: Sudamericana. ISBN 978-950-07-36664.

- Datos: Q645642